# جبل أبو راسين
جبل أبو راسين هو أحد جبال منطقة القصيم في المملكة العربية السعودية، ويبلغ ارتفاعه 1017 متراً عن سطح البحر.

## وصف الموقع
هو جبل صغير يقع في الإحداثيات 24°54'51.4«شمال 43°02'17.1» شرق، ويحده من شماله السناف الأشقر وضلعان اللعاعة، ومن جنوبه قرية الدارة وقرية السلام، ومن شرقه جبال طخفة بحاولي 12 كيلو مترات وهضبة أبو رخم وقرية هرمولة، ومن غربه قرية ليم بحوالي 7 كيلومترات، ويحده من الجنوب الغربي قرية مسكة وقرية الصمعورية وجبل اللجاة، ومن الجنوب الشرقي قرية العوشزية وجبال الشعب، ومن الشمال الغربي قرية بدايع الضبطان وقرية الكشاشية.  ويجري من حوله عدد من الشعاب فيجري عنه من الشرق شعيب هرمول، ومن الغرب شعيب ليم، ومن الجنوب شعيب أبو هضيد الغربي وشعيب الثمالة.
ذكره عبد الله بن صالح العقيل وأن ارتفاعه 1004 متر عن سطح البحر، وذكر أن طريق الحج البصري يمر عن عنده، وأنه لم يذكر في كتب البلدان القديمة ولم يذكره محمد ناصر العبودي في معجم بلاد القصيم، ولكنه معروف باسمه هذا وخصوصاً لسكان قرية ليم.